# Audrey Hepburnová
Audrey Hepburnová, nepřechýleně Hepburn, rodným jménem Audrey Kathleen Ruston, (4. května 1929 Ixelles, Belgie – 20. ledna 1993 Tolochenaz, Švýcarsko) byla britská herečka a humanitární pracovnice. Byla uznávána jako filmová i módní ikona, Americký filmový institut ji označil za třetí největší ženskou legendu klasické hollywoodské kinematografie a byla uvedena do Mezinárodní síně slávy nejlépe oblékaných. Hepburnová se narodila v bruselském Ixelles a část svého dětství strávila v Belgii, Anglii a také Nizozemsku. Od roku 1945 studovala balet u Soni Gaskellové v Amsterdamu a od roku 1948 u Marie Rambertové v Londýně. Začala vystupovat jako sboristka v muzikálových divadelních představeních na West Endu a poté se objevila také v menších rolích v několika filmech. V roce 1951 si zahrála v broadwayské hře Gigi poté, co si jí všimla francouzská spisovatelka Colette, podle jejíhož díla hra vznikla. 
V romantické komedii Prázdniny v Římě (1953) účinkovala po boku Gregoryho Pecka a jako první herečka získala Oscara, Zlatý glóbus a cenu BAFTA za jediný výkon. V témže roce ještě získala cenu Tony za nejlepší ženský herecký výkon v hlavní roli v divadelní hře Ondine. Postupně hrála v řadě úspěšných filmů, například ve snímku Sabrina (1954), v němž o její náklonnost soupeřili Humphrey Bogart a William Holden, v muzikálu Usměvavá tvář (1957), kde svou roli zároveň sama odzpívala, v dramatu Příběh jeptišky (1959), v romantické komedii Snídaně u Tiffanyho (1961), v romantickém thrilleru Šaráda (1963) po boku Caryho Granta a v muzikálu My Fair Lady (1964). V roce 1967 si zahrála v thrilleru Čekej do tmy, za což obdržela nominaci na Oscara, Zlatý glóbus a cenu BAFTA. Poté se již ve filmech objevovala jen příležitostně, jedním z nich byl Robin a Mariana (1976) se Seanem Connerym. Naposledy si zahrála v roce 1990 v dokumentárním televizním seriálu Zahrady světa s Audrey Hepburnovou.
Hepburnová získala tři ceny BAFTA za nejlepší britskou herečku v hlavní roli. Za svou filmovou kariéru obdržela cenu BAFTA za celoživotní dílo, Cenu Cecila B. DeMilla, Cenu herecké asociace Screen Actors Guild za celoživotní dílo a zvláštní cenu Tony. Zůstává jednou z pouhých šestnácti osob, které získaly ceny Emmy, Grammy, Oscar a Tony (akronym „EGOT“).
V pozdějším věku věnovala Hepburnová mnoho času organizaci UNICEF, do jejíž činností se zapojovala již od roku 1954. V letech 1988–1992 pracovala v nejchudších komunitách v Africe, Jižní Americe a Asii. V prosinci 1992 obdržela prezidentskou medaili svobody jako uznání za svou práci vyslankyně dobré vůle UNICEF. O měsíc později však zemřela ve svém domě ve Švýcarsku ve věku 63 let na rakovinu slepého střeva.

## Původ a mládí

### 1929–1938: Rodina a rané dětství
Audrey Kathleen Rustonová (později Hepburnová-Rustonová) se narodila 4. května 1929 na adrese Rue Keyenveld 48 v Ixelles v Bruselu. V rodině jí říkali jménem „Adriaantje“.

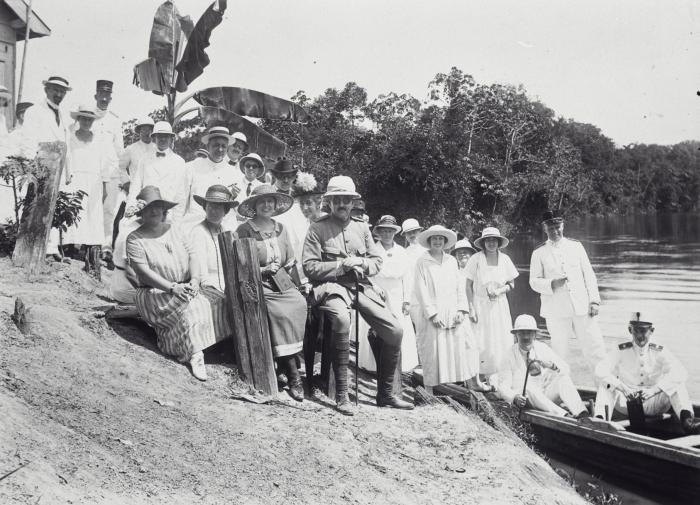
Dědeček Audrey Hepburnové, Aarnoud van Heemstra, byl guvernérem nizozemské kolonie Surinam

Matka Hepburnové, baronka Ella van Heemstra (12. června 1900 – 26. srpna 1984), byla nizozemská šlechtična. Ella byla dcerou barona Aarnouda van Heemstra, který v letech 1910–1920 působil jako starosta Arnhemu a v letech 1921–1928 jako guvernér nizozemského Surinamu, a baronky Elbrig Willemine Henriette van Asbeck (1873–1939). V devatenácti letech se provdala za jonkheera Hendrika Gustaafa Adolfa Quarlese van Ufforda, ropného magnáta působícího v Batávii v Nizozemské východní Indii, kde následně společně žili. Než se v roce 1925 rozvedli, zplodili dva syny, jonkheera Arnouda Roberta Alexandera Quarlese van Ufforda (1920–1979) a jonkheera Iana Edgara Bruce Quarlese van Ufforda (1924–2010).
Otec Hepburnové, Joseph Victor Anthony Ruston (21. listopadu 1889 Úžice – 16. října 1980 Dublin, Irsko), byl syn Victora Johna George Rustona (1860–1940), majitele cukrovaru v českých Úžicích v okrese Mělník, jenž byl britského a rakouského původu, a Anny Juliany Francisky Karoliny Welsové (*1868 Kovarce), jejíž otec Anton Wels (1830–1876) se narodil v pražské židovské rodině a matka Karolina Klára Schützová (*1838) byla židovského původu a pocházela ze Zářečí – Březová nad Svitavou. Joseph byl v letech 1923–1924 honorárním britským konzulem v Semarangu v Nizozemské východní Indii a před sňatkem s matkou Hepburnové byl ženatý s Cornelií Bisschopovou, nizozemskou dědičkou. Ačkoli se narodil s příjmením Ruston, později si zdvojil jméno na „aristokratičtější“ Hepburn-Ruston, snad na Ellino naléhání, neboť se mylně domníval, že pochází z rodu Jamese Hepburna, třetího manžela Marie Stuartovny.
Rodiče Hepburnové se vzali v září 1926 v Batávii v Nizozemské východní Indii. Ruston v té době pracoval pro obchodní společnost, ale brzy po svatbě se manželé přestěhovali do Evropy, kde Ruston začal pracovat pro úvěrovou společnost; údajně pro obchodníky s cínem MacLaine, Watson and Company v Londýně. Po roce stráveném v Londýně se přestěhovali do Bruselu, kde byl pověřen otevřením místní filiálky. Po třech letech strávených cestováním mezi Bruselem, Arnhemem, Haagem a Londýnem se rodina v roce 1932 usadila v předměstské bruselské obci Linkebeek. Rané dětství Hepburnové bylo chráněné a privilegované. V důsledku mnohonárodnostního původu a cestování s rodinou, spojeného s otcovým zaměstnáním, se naučila šest jazyků: od rodičů se naučila nizozemsky a anglicky, později v různé míře francouzsky, německy, španělsky a italsky.
V polovině třicátých let rodiče Hepburnové sháněli a vybírali dary pro Britskou unii fašistů. Její matka se setkala s Adolfem Hitlerem a pro Britskou unii fašistů o něm napsala pochvalné články. Joseph ale rodinu v roce 1935 náhle opustil po „scéně“ v Bruselu, když bylo Adriaantje šest let; později často mluvila o tom, jak na dítě působí „odkopnutí“, protože „děti potřebují dva rodiče“. Joseph se přestěhoval do Londýna, kde se hlouběji zapojil do fašistické činnosti a svou dceru v zahraničí již nikdy nenavštívil. Hepburnová později přiznala, že otcův odchod byl „nejtraumatičtější událostí jejího života“.
Téhož roku se matka s dcerou Audrey přestěhovala do rodinného sídla v Arnhemu; její nevlastní bratři Alex a Ian (tehdy 15 a 11 let) byli posláni do Haagu k příbuzným. Joseph chtěl, aby se vzdělávala v Anglii, a tak ji v roce 1937 poslali do anglického Kentu, kde se jako Audrey Rustonová nebo „malá Audrey“ vzdělávala v malé soukromé škole v Elhamu.
Rodiče Hepburnové se oficiálně rozvedli v roce 1938. V šedesátých letech Hepburnová obnovila kontakt se svým otcem poté, co ho vypátrala v Dublinu prostřednictvím Mezinárodního červeného kříže. Ačkoli vůči ní zůstal citově odtažitý, Hepburnová ho finančně podporovala až do jeho smrti.

### 1939–1945: Zkušenosti z druhé světové války
Poté, co Velká Británie vyhlásila v září 1939 válku Německu, přestěhovala se matka Hepburnové se svojí dcerou zpět do Arnhemu v naději, že stejně jako během první světové války zůstane Nizozemsko neutrální a bude ušetřeno německého útoku. V letech 1939–1945 navštěvovala Hepburnová arnhemskou konzervatoř. Během posledních ročníků na internátní škole začala navštěvovat hodiny baletu a v Arnhemu pokračovala s lekcemi pod vedením Winji Marové, přičemž se stala její „hvězdnou žačkou“. Po vpádu Němců do Nizozemska v roce 1940 používala Hepburnová jméno Edda van Heemstra, protože „anglicky znějící“ jméno bylo během německé okupace považováno za nebezpečné. Její rodinu okupace hluboce zasáhla. Hepburnová později prohlásila: „Kdybychom věděli, že budeme pět let okupováni, možná bychom se všichni zastřelili. Mysleli jsme si, že to může skončit příští týden... půl roku... příští rok... takhle jsme to přežili“. V roce 1942 byl její strýc Otto van Limburg Stirum (manžel matčiny starší sestry Miesje) popraven v odvetě za sabotážní čin hnutí odporu; ačkoli se na činu nepodílel, stal se terčem útoku kvůli významnému postavení své rodiny v nizozemské společnosti. Nevlastní bratr Hepburnové Ian byl odveden do Berlína na nucené práce v pracovním táboře (Arbeitslager), a její druhý nevlastní bratr Alex se skrýval, aby se vyhnul stejnému osudu.
| „Viděli jsme mladé muže, které postavili ke zdi a zastřelili, a pak ulici zavřeli a zase otevřeli, takže jste mohli projít... Nezpochybňujte cokoliv hrozného, co o nacistech uslyšíte nebo si přečtete. Je to ještě o mnoho horší, než si vůbec dokážete představit“. |
| Audrey Hepburnová |

Po strýcově smrti odešly Audrey, Ella a Miesje z Arnhemu k dědečkovi, baronu Aarnoudu van Heemstrovi, do nedalekého Velpu. Přibližně v té době Hepburnová vystupovala s tzv. tichými tanečními vystoupeními, aby získala peníze pro nizozemské odbojové úsilí. Dlouho se věřilo, že se účastnila přímo nizozemského odboje, ale v roce 2016 oznámilo Letecké muzeum v Hartensteinu, že po rozsáhlém výzkumu nenašlo žádné důkazy o takové činnosti. Kniha autora Roberta Matzena z roku 2019 však poskytla důkazy o tom, že podporovala odboj tím, že pořádala „ilegální koncerty“ za účelem získání peněz, roznášela ilegální noviny a nosila zprávy a potraviny sestřeleným spojeneckým letcům, kteří se ukrývali v lesích severně od Velpu. Pracovala také jako dobrovolnice v nemocnici, která byla centrem odbojových aktivit ve Velpu, a její rodina během bitvy o Arnhem dočasně ukrývala ve svém domě parašutistu. Kromě dalších traumatizujících událostí se stala svědkem transportů nizozemských Židů do koncentračních táborů, později uvedla: „Nejednou jsem byla na nádraží a viděla jsem, jak se transportují vlaky s Židy, viděla jsem všechny ty tváře přes vršek vagonu. Velmi jasně si vzpomínám na jednoho malého chlapce, který stál se svými rodiči na nástupišti, byl velmi bledý, velmi světlovlasý, měl na sobě kabát, který mu byl příliš velký, a nastoupil do vlaku. Byla jsem dítě, které pozorovalo dítě.“
Po vylodění spojenců v Normandii se životní podmínky rodiny dále zhoršovaly, samotný Arnhem byl následně během operace Market Garden značně poškozen. Během nizozemského hladomoru, který následoval v zimě roku 1944, Němci zablokovali zásobovací trasy již tak omezených dodávek potravin a pohonných hmot pro Nizozemce jako odvetu za stávky na železnici, které se konaly s cílem ztížit německou okupaci. Stejně jako ostatní se i rodina Hepburnové uchýlila k výrobě mouky z tulipánových cibulek, zdroje škrobnatých sacharidů, z níž pekli koláče a sušenky. Nizozemští lékaři během hladomoru poskytovali recepty na využití tulipánových cibulek. V důsledku podvýživy se u Hepburnové objevila akutní chudokrevnost, dýchací potíže a otoky. Finanční situace Van Heemstrových se během okupace značně zhoršila. Mnoho jejich nemovitostí, včetně rodinného sídla v Arnhemu, bylo vážně poškozeno nebo zničeno.

## Herecká kariéra

### 1945–1952: Baletní studia a první herecké role

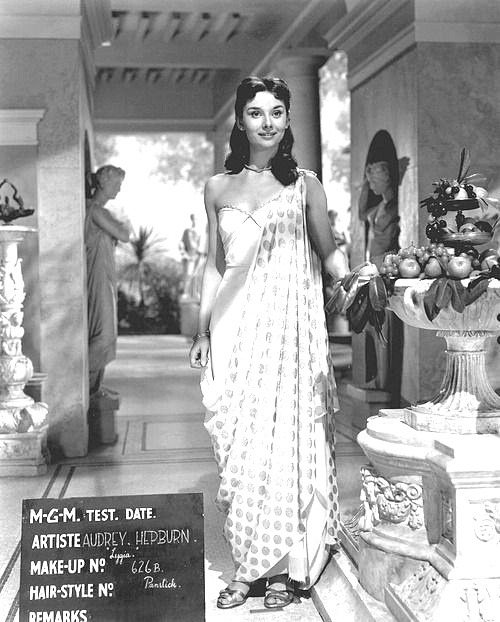
Audrey Hepburnová při kostýmní zkoušce pro film Quo Vadis, rok 1950. Roli ve filmu nakonec nezískala.

Po konci války v roce 1945 se Hepburnová s matkou a sourozenci přestěhovala do Amsterdamu, kde začala trénovat balet u Soni Gaskellové, přední osobnosti nizozemského baletu, a ruské učitelky Olgy Tarasovové.
Protože rodina během války přišla o majetek, Ella musela kvůli zajištění obživy pracovat jako kuchařka a hospodyně u jedné zámožné rodiny. Audrey Hepburnová debutovala ve filmu v roli letušky ve vzdělávacím cestopisném filmu Nederlands in 7 lessen (1948), který natočili Charles van der Linden a Henry Josephson. Ještě téhož roku se Hepburnová přestěhovala do Londýna poté, co přijala baletní stipendium v souboru Ballet Rambert, který tehdy sídlil v Notting Hillu. Živila se prací modelky na částečný úvazek a ze svého příjmení vypustila „Ruston“. Poté, co jí v Rambertu řekli, že navzdory talentu nemůže kvůli své výšce a slabé konstituci (následky válečné podvýživy) pomýšlet na pozici primabaleríny, rozhodla se soustředit na herectví.
Zatímco Ella pracovala v podřadných zaměstnáních aby uživila rodinu, Audrey účinkovala jako sboristka v hudebních divadelních revue High Button Shoes (1948) na londýnském Hippodromu a Sauce Tartare (1949) a Sauce Piquante (1950) Cecila Landeaua v Cambridge Theatre. Během působení v divadle navštěvovala hodiny řečnictví u herce Felixe Aylmera, aby si zdokonalila přednes. Poté, co si jí při účinkování v Sauce Piquante všimla Margaret Harper-Nelsonová, castingová ředitelka Ealing Studios, byla Hepburnová zaregistrována jako herečka na volné noze u společnosti Associated British Picture Corporation (ABPC). Objevila se v televizní hře BBC The Silent Village a v menších rolích ve filmech One Wild Oat, Smích z ráje (Laughter in Paradise), Young Wives' Tale a Zlaté věže (The Lavender Hill Mob) (všechny 1951). Svou první větší vedlejší roli dostala ve filmu Thorolda Dickinsona Secret People (1952), kde ztvárnila zázračnou baletku a všechny taneční scény předváděla sama.
Hepburnové nabídli malou roli ve filmu Monte Carlo Baby (francouzsky Nous Irons à Monte Carlo, 1952), který se natáčel v Monte Carlu, a sice v angličtině i francouzštině. Shodou okolností se v tamějším hotelu Hôtel de Paris během natáčení nacházela francouzská spisovatelka Colette, která se rozhodla Hepburnovou obsadit do titulní role v broadwayské hře Gigi. Hepburnová šla na zkoušky s tím, že nikdy nemluvila na jevišti, a vyžadovala soukromé tréninky. Když měla Gigi 24. listopadu 1951 premiéru v divadle Fulton, sklidila za svůj výkon pochvalu, přestože kritika tvrdila, že jevištní verze je horší než francouzská filmová adaptace. Časopis Life Hepburnovou označil za „trefu“, deník The New York Times uvedl, že „její podmanivý a opravdový herecký výkon je zárukou úspěchu představení“. Za tuto roli obdržela také cenu Theatre World Award. Hra se dočkala 219 představení a skončila 31. května 1952. Hepburnová se poté vydala na turné, které začalo 13. října 1952 v Pittsburghu a navštívilo Cleveland, Chicago, Detroit, Washington, D.C. a Los Angeles, aby skončilo 16. května 1953 v San Franciscu.

### 1953–1960:Prázdniny v Říměa hvězdná éra

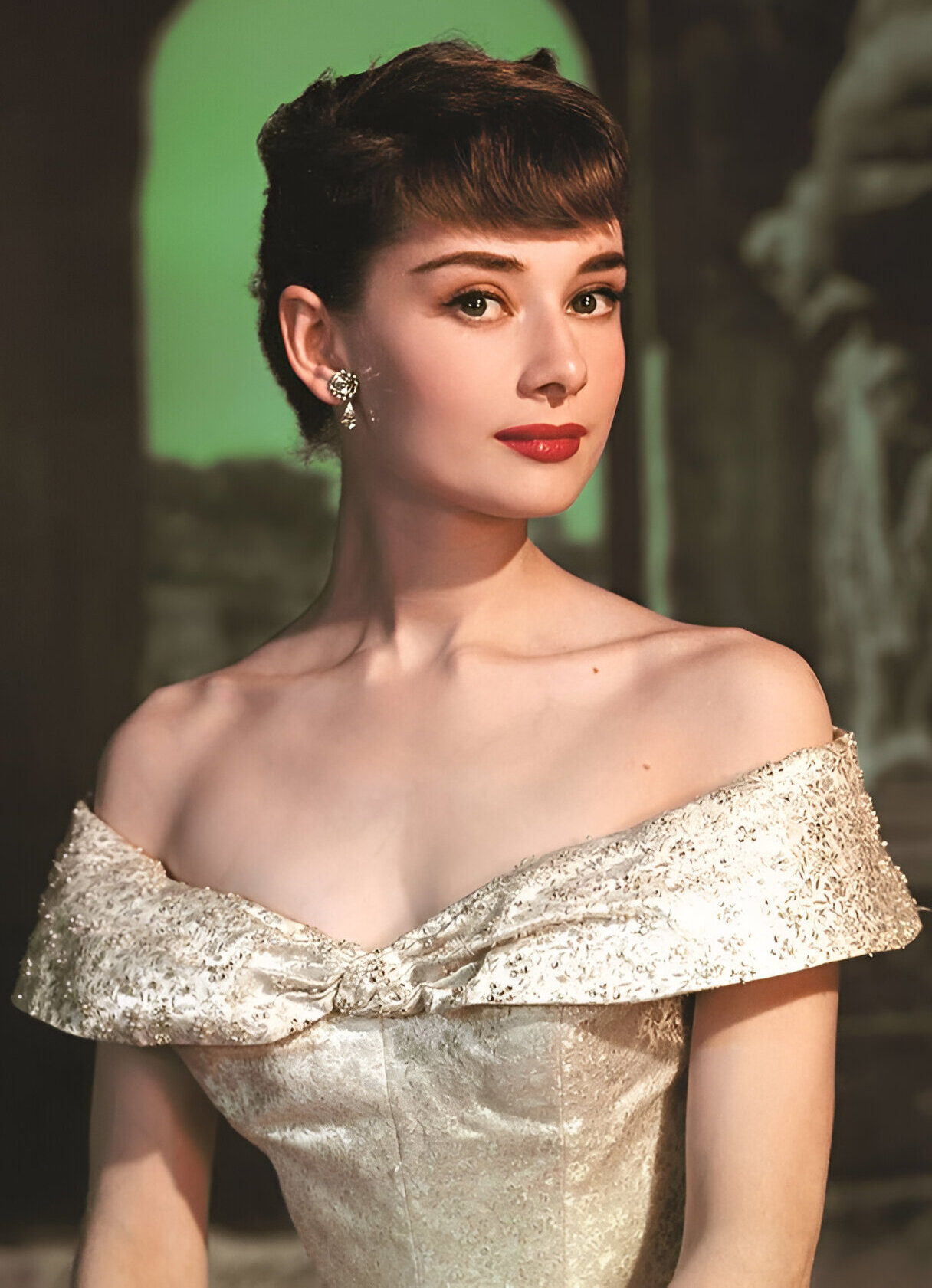
Hepburnová jako korunní princezna Anna v romantické komedii Prázdniny v Římě (1953)

Hepburnová si poprvé zahrála hlavní roli ve filmu Prázdniny v Římě (1953), kde ztvárnila princeznu Annu, která alespoň na chvíli unikne královským povinnostem a prožije bláznivou noc a den s americkým novinářem (Gregory Peck). Dne 18. září 1951, krátce po dokončení filmu Secret People, ale ještě před jeho premiérou, natočil Thorold Dickinson s mladou hvězdičkou kamerové zkoušky a poslal je režisérovi Williamu Wylerovi, který v Římě připravoval natáčení filmu. Wyler napsal Dickinsonovi děkovný dopis, v němž uvedl, že „na základě těchto zkoušek projevila řada producentů Paramount Pictures zájem o její obsazení“. Producenti filmu původně chtěli pro roli Elizabeth Taylorovou, ale na Wylera udělala Hepburnová během kamerových zkoušek takový dojem, že ji obsadil místo ní. Wyler později poznamenal: „Měla všechno, co jsem hledal: půvab, nevinnost a talent. Byla také velmi vtipná. Byla naprosto okouzlující a my jsme si řekli: ‚To je ta pravá!‘“. Původně mělo být nad názvem filmu uvedeno pouze jméno Gregoryho Pecka a pod ním menším písmem „Introducing Audrey Hepburn“. Peck však Wylerovi navrhl, aby ji povýšil na rovnocennou partnerku a její jméno se objevilo před názvem, a to stejně velkým písmem jako jeho: „Musíš to změnit, protože ona bude velká hvězda a já budu vypadat jako velký hlupák“.
Film se stal kasovním trhákem a Hepburnová si za svou roli vysloužila uznání kritiky: nečekaně získala Oscara za nejlepší ženský herecký výkon v hlavní roli, cenu BAFTA pro nejlepší britskou herečku v hlavní roli a Zlatý glóbus za nejlepší ženský herecký výkon – filmové drama v roce 1953. A. H. Weiler ve své recenzi v deníku The New York Times napsal: „Audrey Hepburnová, britská herečka, není sice ve filmu úplným nováčkem, nyní se však poprvé objevuje v hlavní roli jako princezna Anna, která je útlá, křehká a zádumčivá kráska, střídavě vznešená i dětská v hlubokém prožívání nově nalezených prostých radostí a lásky. Ačkoli se statečně usmívá, když bere na vědomí konec tohoto románku, zůstává žalostně osamělou postavou, která čelí svazující budoucnosti.“

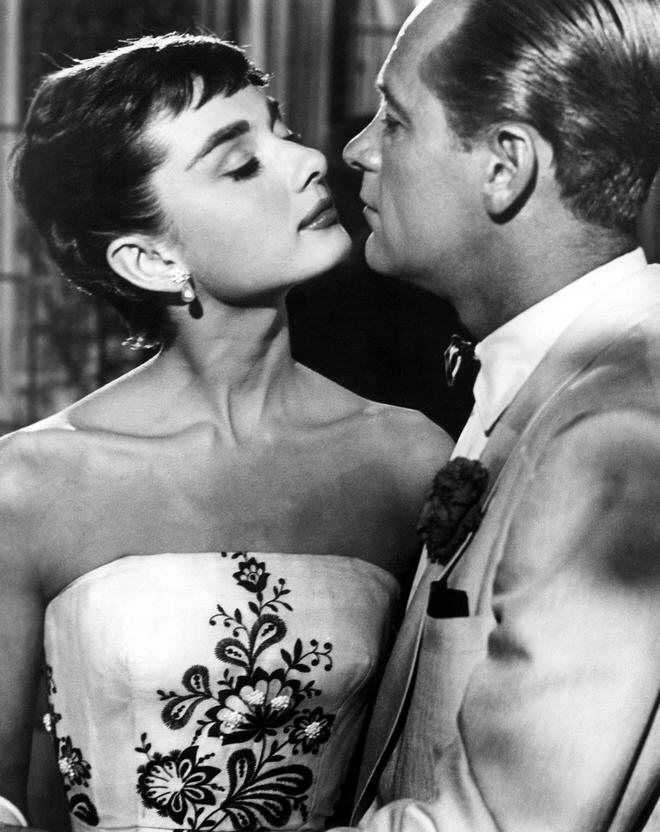
Hepburnová s kolegou Williamem Holdenem ve filmu Sabrina (1954)

Hepburnová podepsala smlouvu na sedm filmů se společností Paramount, přičemž mezi jednotlivými filmy měla dvanáctiměsíční pauzu, aby měla čas na divadelní práci. Objevila se na obálce časopisu Time ze 7. září 1953 a proslavila se také svým osobitým stylem. Po úspěchu ve filmu Prázdniny v Římě si zahrála v romantické komedii Billyho Wildera na motivy Popelky Sabrina (1954), v níž bohatí bratři (Humphrey Bogart a William Holden) soupeří o náklonnost nevinné dcery svého šoféra (Hepburnová). Za svůj výkon byla nominována na Oscara 1954 za nejlepší ženský herecký výkon a ve stejném roce získala cenu BAFTA za nejlepší ženský herecký výkon v hlavní roli. Bosley Crowther z The New York Times o ní uvedl, že je „mladou dámou s mimořádným rozsahem citlivých a dojemných výrazů v tak křehké a štíhlé postavě. Jako dcera a miláček z řad služebnictva září ještě víc než loni jako princezna, víc se říct nedá“.
Hepburnová se na jeviště vrátila také v roce 1954, kdy na Broadwayi hrála vodní nymfu, která se zamiluje do člověka, ve fantaskní hře Ondine. Kritik deníku The New York Times to komentoval slovy: „Slečna Hepburnová nějakým způsobem dokáže [své osobní kvality] přeložit do divadelního jazyka bez vyumělkovanosti a přemoudřelosti. Podává strhující výkon plný grácie a šarmu, ukázněný instinktem pro jevištní realitu“. Za svůj výkon získala v roce 1954 cenu Tony za nejlepší ženský herecký výkon v hlavní roli, a to tři dny poté, co získala Oscara za film Prázdniny v Římě. Stala se tak jednou ze tří hereček, které získaly cenu Oscara a Tony za nejlepší ženský herecký výkon ve stejném roce (dalšími dvěma jsou Shirley Boothová a Ellen Burstynová). Během natáčení navázala Hepburnová vztah se svým hereckým kolegou Melem Ferrerem a 25. září 1954 se ve Švýcarsku vzali.

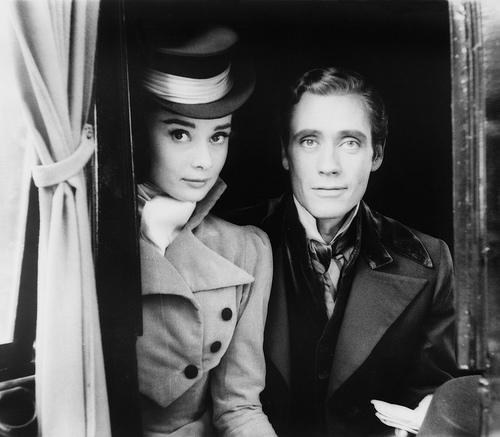
Hepburnová a Mel Ferrer při natáčení filmu Vojna a mír (1956)

Přestože se v roce 1955 neobjevila v žádné filmové novince, získala v tomto roce Zlatý glóbus pro světově nejoblíbenější herce a herečky. Stala se jedním z nejoblíbenějších hollywoodských kasovních magnetů, což jí zajistilo role v řadě úspěšných filmů. Vystupovala jako Nataša Rostovová ve filmu Vojna a mír (1956), adaptaci Tolstého románu z období napoleonských válek, v hlavní roli s Henrym Fondou a svým manželem Melem Ferrerem. Role jí vynesla nominaci na cenu BAFTA a Zlatý glóbus. Své taneční schopnosti předvedla ve svém debutovém hudebním filmu Usměvavá tvář (1957), v němž módní fotograf, ztvárněný Fredem Astairem, objeví beatnickou prodavačku v knihkupectví (Hepburnová), která se, zlákána bezplatným výletem do Paříže, stane krásnou modelkou. Hepburnová si zahrála i v další romantické komedii Odpolední láska (rovněž 1957), tentokrát po boku Garyho Coopera a Maurice Chevaliera.

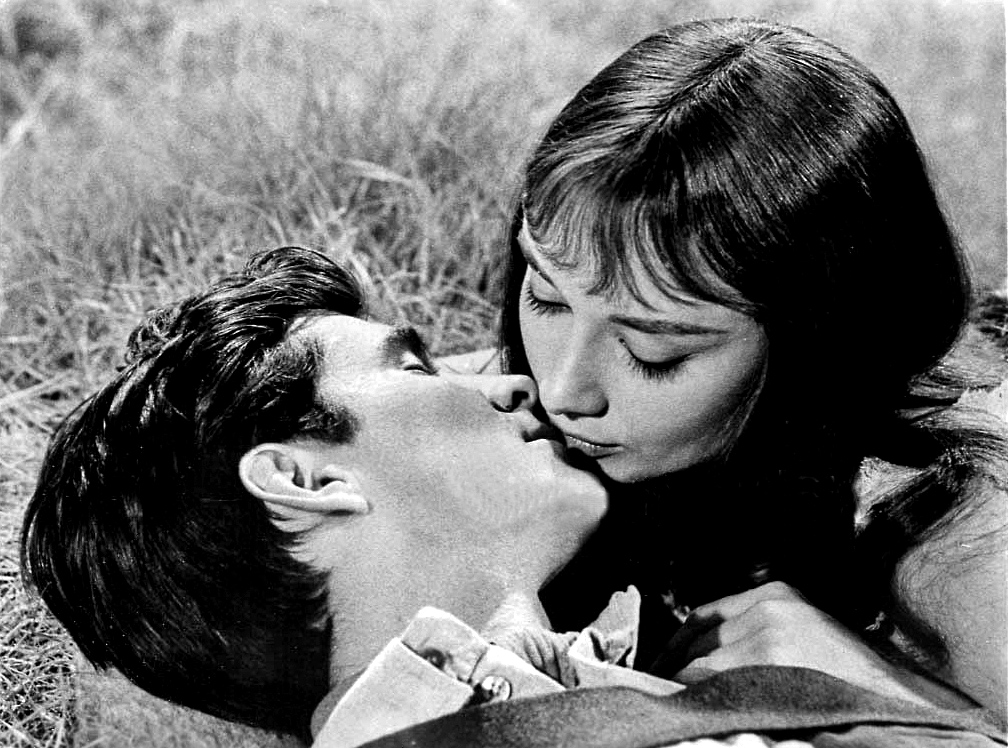
Hepburnová se svým hereckým kolegou Anthony Perkinsem ve filmu Zelené království (1959)

Hepburnová si zahrála sestru Luke v dramatu Příběh jeptišky (1959), kde vystupovala po boku Petera Finche. Za tuto roli byla potřetí nominována na Oscara a získala druhou cenu BAFTA. Recenze v časopise Variety uvádí: „Hepburnová ve své nejnáročnější filmovou roli podává svůj nejlepší výkon“, mezitím Henry Hart ve Films in Review uvedl, že „její výkon navždy umlčí ty, kteří ji považovali spíše za symbol rafinovaného dítěte/ženy, než za herečku. Její ztvárnění sestry Luky je jedním z největších výkonů filmového plátna“. Hepburnová strávila rok přípravou a studiem této role a prohlásila: „Této roli jsem věnovala více času, energie a přemýšlení než kterémukoli svému předchozímu výkonu na plátně“.
Po Příběhu jeptišky se Hepburnové dostalo vlažného přijetí za účinkování s Anthonym Perkinsem v romantickém dobrodružství Zelené království (1959), kde hrála Rimu, dívku z džungle, která se zamiluje do venezuelského cestovatele, a ve westernu Nezničitelní (1960), jejím jediném filmu, kde se objevila po boku Burta Lancastera a Lillian Gishové. Příběh pojednává o rasismu vůči skupině původních obyvatel Ameriky.

### 1961–1967:Snídaně u Tiffanyhoa další úspěch
Další hvězdnou rolí Hepburnové byla newyorčanka Holly Golightlyová ve filmu režiséra Blakea Edwardse Snídaně u Tiffanyho (1961), volně natočeného podle stejnojmenné novely Trumana Capoteho. Capote nesouhlasil s mnoha změnami, provedenými za účelem zkrácení příběhu pro filmovou adaptaci, a v hlavní roli by raději viděl Marilyn Monroe, ačkoli také prohlásil, že Hepburnová „odvedla úžasnou práci“. Postava Holly Golightlyové patří mezi jedny z nejznámějších v americké kinematografii a pro Hepburnovou je určující. Šaty od Givenchyho, které má na sobě během úvodních titulků, jsou považovány za ikonický model dvacátého století a možná vůbec nejslavnější malé černé. Hepburnová prohlásila, že tato role byla „nejjazzovější v její kariéře“, a zároveň přiznala: „Jsem introvert. Hrát extrovertní dívku bylo to nejtěžší, co jsem kdy dělala“. Za svůj výkon byla nominována na Oscara pro nejlepší herečku.
Ve stejném roce si Hepburnová zahrála také v dramatu Williama Wylera Dětská hodinka (1961), v němž spolu se Shirley MacLaineovou ztvárnila učitelky, jejichž životy se začnou komplikovat poté, co je dvě žákyně obviní, že jsou lesbičky. Bosley Crowther z The New York Times mínil, že „film není příliš dobře zahraný“, s výjimkou Hepburnové, která „působí dojmem citlivosti a čistoty“ svého „tlumeného tématu“. Časopis Variety rovněž pochválil Hepburnovou za „jemnou citlivost, nádhernou prokreslenost a citovou nedořečenost“ a dodal, že Hepburnová a MacLaineová se „krásně doplňují“.

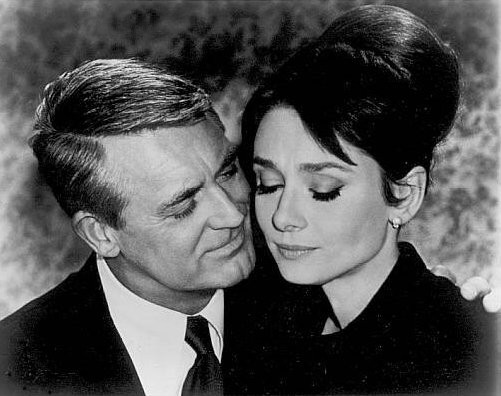
Hepburnová s Cary Grantem ve filmu Šaráda (1963)

Hepburnová se dále objevila po boku Caryho Granta v thrillerové romanci Šaráda (1963), kde hrála mladou vdovu pronásledovanou několika muži, kteří lační po majetku ukradeném jejím zavražděným manželem. Devětapadesátiletý Grant, který předtím kvůli věku odmítl hlavní mužské role ve filmech Prázdniny v Římě a Sabrina, citlivě vnímal věkový rozdíl oproti čtyřiatřicetileté Hepburnové a romantická souhra mu byla nepříjemná. Aby tvůrci filmu uspokojili jeho obavy, souhlasili s úpravou scénáře tak, aby postava Hepburnové pronásledovala jeho. Film nakonec vnímal jako pozitivní zkušenost; řekl: „Jediné, co si přeji k Vánocům, je další film s Audrey Hepburnovou“. Role vynesla Hepburnové třetí a poslední cenu BAFTA a další nominaci na Zlatý glóbus. Kritik Bosley Crowther byl k jejímu výkonu méně laskavý, když uvedl, že „Hepburnová se vesele oddává jakés takés náladě v očividně konejšivém sortimentu drahých kostýmů od Givenchyho“.
Hepburnová se znovu setkala se svým hereckým kolegou ze Sabriny Williamem Holdenem ve filmu Paříž, když to hoří (1964), komedii, v níž si zahrála mladou asistentku hollywoodského scenáristy, která mu pomáhá při jeho spisovatelském marasmu tím, že mu předvádí jeho fantazie o možných zápletkách. Natáčení však provázelo několik problémů. Holden se neúspěšně pokoušel oživit milostný vztah s nyní již vdanou Hepburnovou a do práce navíc začal zasahovat i jeho alkoholismus. Hepburnová po začátku natáčení požadovala propuštění kameramana Clauda Renoira poté, co viděla podle svého názoru nelichotivé záběry. Byla pověrčivá a trvala na tom, aby její šatna nesla číslo 55, protože to bylo její šťastné číslo, a požadovala, aby se v závěrečných titulcích objevil její dlouholetý návrhář Hubert de Givenchy jako autor jejího parfému. Po dubnové premiéře filmu jej časopis Variety označil za „plytkou limonádu“ ale kritika byla k výkonu Hepburnové celkově shovívavější a označila ji za „osvěžující individuální bytost v éře přehnaných křivek“.

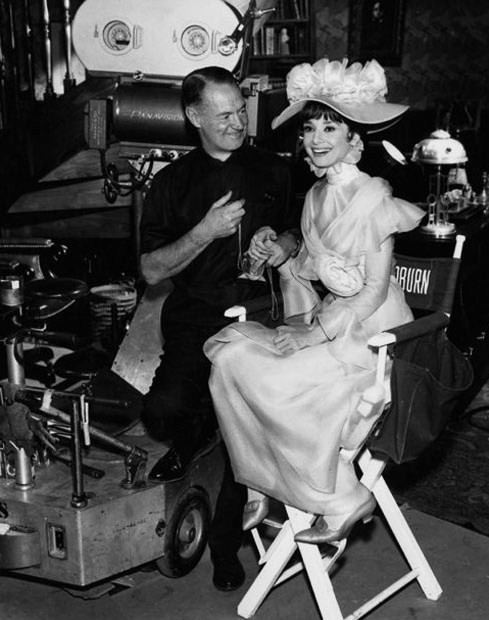
Hepburnová s kameramanem Harrym Stradlingem při natáčení filmu My Fair Lady (1964)

Druhým filmem Hepburnové z roku 1964 byla filmová adaptace divadelního muzikálu George Cukora My Fair Lady, která měla premiéru v říjnu. Soundstage napsal, že „od dob filmu Jih proti Severu nevyvolal žádný snímek takové všeobecné nadšení jako My Fair Lady“, ačkoli obsazení Hepburnové do role neotesané květinářky Elizy Doolittlové se stalo zdrojem sporů. Julie Andrewsová, která tuto roli ztvárnila na jevišti, nedostala nabídku, protože producent Jack Warner považoval Hepburnovou za vhodnější kandidátku. Hepburnová původně žádala Warnera, aby roli svěřil Andrewsové, ale nakonec byla obsazena. Další třenice vznikly poté, co ji v muzikálu měla dabovat Marni Nixonová. Její hlas byl považován za vhodnější pro danou roli, ačkoli Hepburnová nazpívala již Usměvavou tvář a na roli v My Fair Lady se dlouho hlasově připravovala. Zpočátku ji to rozrušilo, a po této informaci dokonce odešla z natáčení.
Hepburnová za svůj výkon získala ovace kritiků. Crowther napsal, že „nejšťastnější na My Fair Lady je, že Audrey Hepburnová skvěle ospravedlňuje rozhodnutí Jacka Warnera obsadit ji do hlavní role“. Gene Ringgold z časopisu Soundstage také poznamenal, že: „Audrey Hepburnová je úžasná. Je to Eliza na věky věků.“ Zároveň dodal: „Všichni se shodli na tom, že jestliže ve filmu neměla hrát Julie Andrewsová, Audrey Hepburnová byla perfektní volbou.“ Recenzent časopisu Time uvedl, že „její půvabný, okouzlující výkon je nejlepší v její kariéře“. Andrewsová získala za film Mary Poppins Oscara na 37. ročníku udílení cen Akademie v roce 1964, zatímco Hepburnová nebyla ani nominována. Na druhou stranu Hepburnová získala nominace na Zlatý glóbus i na cenu Kruhu newyorských filmových kritiků za nejlepší ženský herecký výkon.

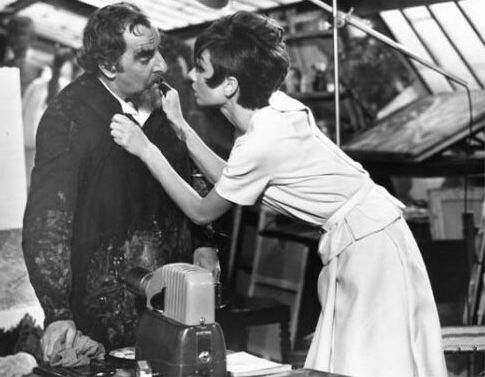
Hepburnová a Hugh Griffith ve filmu Jak ukrást Venuši (1966)

V dalším desetiletí se Hepburnová objevila v různých žánrech, včetně lupičské komedie Jak ukrást Venuši (1966), kde hrála dceru slavného sběratele umění, jehož sbírka se skládá výhradně z padělků. V obavách z otcova odhalení se s pomocí muže, kterého hrál Peter O'Toole, vydává ukrást jednu z jeho „bezcenných“ soch. V roce 1967 následovaly dva filmy. Prvním z nich byl film Dva na cestě, nelineární a novátorská britská dramedie, která sleduje průběh problematického manželství jednoho páru. Režisér Stanley Donen prohlásil, že Hepburnová byla svobodnější a šťastnější, než ji kdy viděl, a připsal to na vrub spoluherci Albertu Finneymu. Druhý film, Čekej do tmy, je thriller, v němž Hepburnová předvedla svůj herecký rozsah v roli terorizované slepé ženy. Film se natáčel na samém pokraji jejího rozvodu a byl pro ni obtížný, protože jej produkoval právě její manžel Mel Ferrer. Pod tíhou stresu zhubla patnáct kilogramů, ale útěchu našla u spoluherce Richarda Crenny a režiséra Terence Younga. Hepburnová si vysloužila svou pátou a poslední soutěžní nominaci na Oscara za nejlepší ženský herecký výkon; Bosley Crowther potvrdil: „Hepburnová hraje dojemnou roli, rychlost, s jakou se mění, a dovednost, s jakou projevuje hrůzu, k ní přitahují sympatie a úzkost a dodávají jí v závěrečných scénách skutečnou pevnost.“

### 1968–1993: Částečný odchod do ústraní a poslední projekty

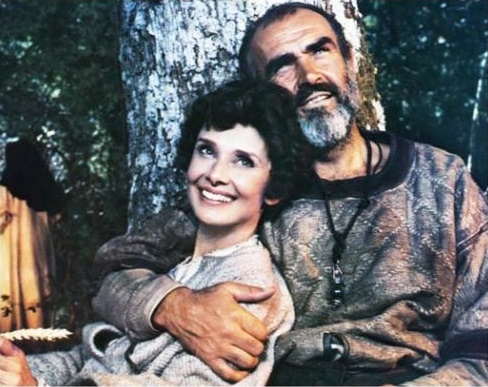
Hepburnová a Sean Connery ve filmu Robin a Mariana (1976)

Po roce 1967 se Hepburnová rozhodla věnovat více času rodině a v následujících desetiletích hrála jen příležitostně. Pokusila se o comeback v roli Mariany v dobovém snímku Robin a Mariana (1976), kde se objevil Sean Connery v roli Robina Hooda. Snímek byl poměrně úspěšný. Roger Ebert chválil chemii mezi Hepburnovou a Connerym a napsal: „Zdá se, že Connery a Hepburnová mezi sebou dospěli k tiché dohodě o svých postavách. Zářili. Opravdu se zdají být zamilovaní. A působí jako úžasně složití, něžní a jemní lidé; uplynulých dvacet let jim dodalo půvab a moudrost“. Hepburnová se znovu setkala s režisérem Terencem Youngem ve filmu Pokrevní příbuzní (1979), kde se o hlavní role dělila s Benem Gazzarou, Jamesem Masonem a Romy Schneiderovou. Film však propadl u diváků i kritiky. Poslední hlavní roli Hepburnová ztvárnila v celovečerním filmu v komedii A všichni se smáli (1981) režiséra Petera Bogdanoviche po boku Gazzary. Film byl zastíněn vraždou jedné z jeho hvězd, Dorothy Strattenové, a dočkal se jen omezeného uvedení. O šest let později si Hepburnová zahrála společně s Robertem Wagnerem v televizním snímku Láska mezi zloději (1987).
Po dokončení své poslední filmové role – epizodní role anděla ve filmu Stevena Spielberga Navždy (1989) – dokončila Hepburnová pouze dva další projekty související se zábavou, oba kladně hodnocené kritikou. Zahrady světa s Audrey Hepburnovou byl dokumentární seriál stanice PBS, který se natáčel na jaře a v létě 1990 v sedmi zemích. V březnu 1991 mu předcházel hodinový speciál a samotný seriál se začal vysílat až den po její smrti, 21. ledna 1993. Za debutovou epizodu byla Hepburnová posmrtně oceněna cenou Emmy 1993 za vynikající individuální výkon – informační pořad. Dalším projektem bylo album mluveného slova Audrey Hepburn's Enchanted Tales, s její četbou klasických dětských příběhů, nahrané v roce 1992. Za něj získala posmrtně cenu Grammy v kategorii nejlepší album mluveného slova pro děti.

## Humanitární práce
V padesátých letech Hepburnová namluvila dva rozhlasové pořady pro UNICEF, v nichž převyprávěla příběhy dětí z války. V roce 1989 byla jmenována velvyslankyní dobré vůle UNICEF. Při svém jmenování uvedla, že je vděčná za to, že se jí dostalo mezinárodní pomoci poté, co jako dítě snášela německou okupaci, a chtěla organizaci projevit svou vděčnost.

### 1988–1989

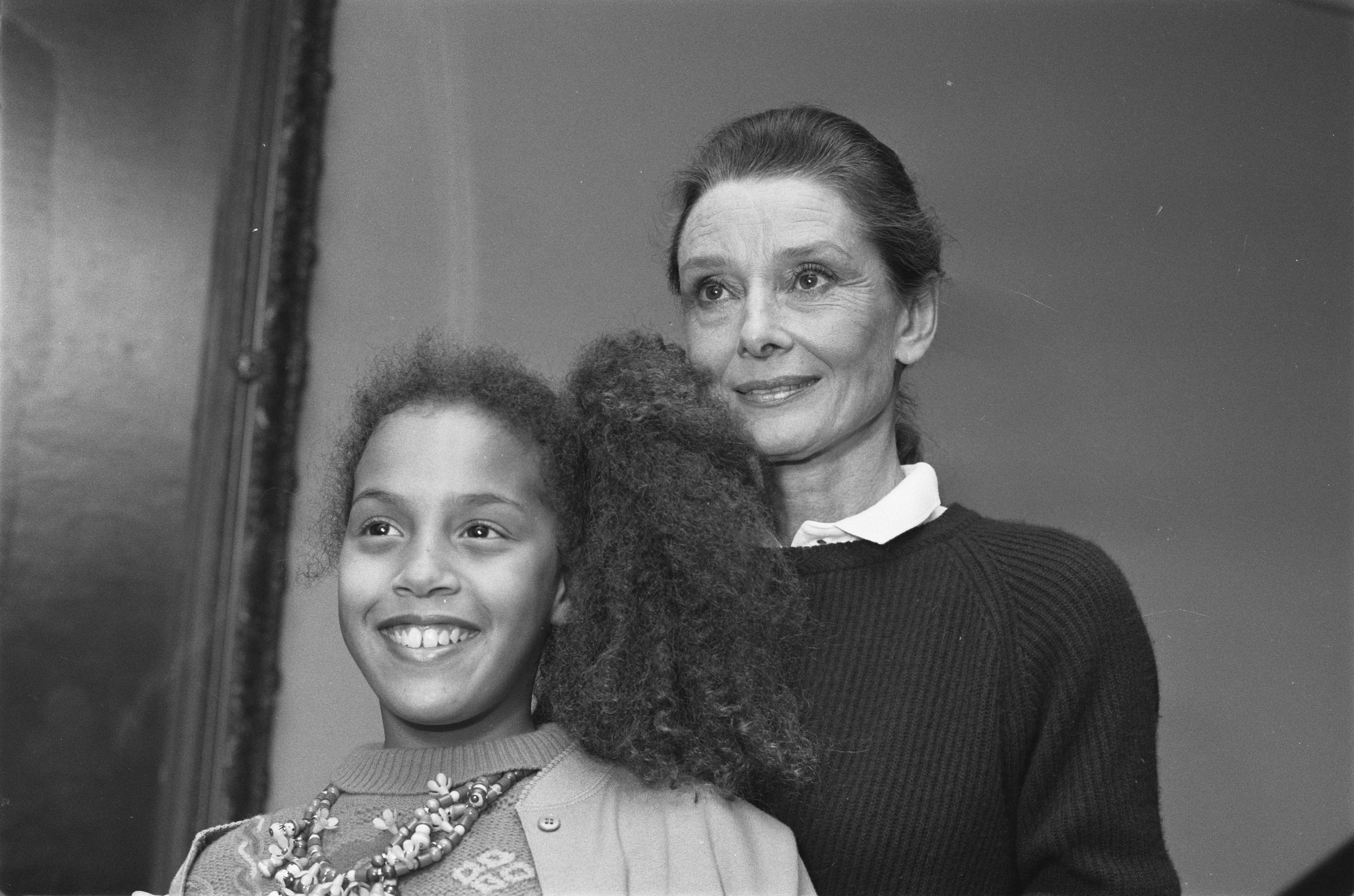
Hepburnová dostává v roce 1989 od UNICEF Mezinárodní cenu Dannyho Kaye Cenu za přínos dětem

První terénní misi pro UNICEF Hepburnové uskutečnila v roce 1988 (do Etiopie). Navštívila sirotčinec v Mek'ele, kde žilo 500 hladovějících dětí. O této cestě řekla:
| „ | Mám zlomené srdce. Cítím se zoufale. Nedokážu se smířit s představou, že dvěma milionům lidí bezprostředně hrozí smrt hladem, z toho mnoha dětem, [a] ne proto, že v severním přístavu Ševa neleží tuny potravin. Nemůže být distribuováno. Loni na jaře byli pracovníci Červeného kříže a UNICEF vykázáni ze severních provincií kvůli dvěma souběžným občanským válkám... Vydala jsem se do povstalecké oblasti a viděla matky a jejich děti, které šly pěšky deset dní, dokonce tři týdny, hledajíce jídlo, aby nakonec skončili v provizorních táborech postavených na vyprahlé zemi, kde mohli zemřít. Hrozné. Ta představa je pro mě příliš. Pojem "třetí svět" nemám moc ráda, protože všichni jsme jeden svět. Chci, aby lidé věděli, že většina lidstva trpí. | “ |

V srpnu 1988 odjela Hepburnová do Turecka na očkovací kampaň. Turecko označila za „nejkrásnější příklad“ schopností UNICEF. O této cestě řekla: „Armáda nám poskytla svá nákladní auta, obchodníci s rybami své vozy pro vakcíny, a jakmile se stanovil termín, trvalo deset dní, než jsme proočkovali celou zemi. To není špatné“. V říjnu se Hepburnová vydala do Jižní Ameriky. O svých zkušenostech z Venezuely a Ekvádoru Hepburnová řekla Kongresu Spojených států: „Viděla jsem, jak malé horské komunity, slumy a chudinské čtvrti poprvé nějakým zázrakem dostaly vodovodní systémy – a ten zázrak je UNICEF. Viděl jsem, jak si chlapci postavili vlastní školní budovu z cihel a cementu, které jim poskytl UNICEF“.
V únoru 1989 podnikla Hepburnová cestu po Střední Americe a setkala se s čelnými představiteli v Hondurasu, Salvadoru a Guatemale. V dubnu navštívila s Woldersem Súdán v rámci mise nazvané „Operace Lifeline“. Kvůli občanské válce došlo k přerušení dodávek potravin od humanitárních organizací. Cílem mise bylo dopravit potraviny do jižního Súdánu. Hepburnová k tomu řekla: „Viděla jsem jen jednu zjevnou pravdu: nejedná se o přírodní katastrofy, ale o tragédie způsobené člověkem, pro které existuje jediné řešení dané člověkem – mír“. V říjnu 1989 se Hepburnová a Wolders vydali do Bangladéše. John Isaac, fotograf OSN, řekl: „Často po těch dětech lezly mouchy, ale ona je prostě šla obejmout. To jsem nikdy předtím neviděl. Jiní lidé do jisté míry váhali, ale ona je prostě popadla. Děti k ní jednoduše přicházely, aby ji chytily za ruku, dotýkaly se jí – byla jako Krysař.“

### 1990–1992
V říjnu 1990 odcestovala Hepburnová do Vietnamu, kde se snažila spolupracovat s vládou na národních programech imunizace a získávání pitné vody podporovaných UNICEF. V září 1992, čtyři měsíce před svou smrtí, Hepburnová navštívila Somálsko. Prohlásila o něm, že je „apokalyptické“: „Vstoupila jsem do noční můry. Viděla jsem hladomor v Etiopii a Bangladéši, ale nic takového jsem neviděla – bylo to mnohem horší, než jsem si dokázala představit. Nebyla jsem na to připravená.“ Ačkoli Hepburnovou tyto zážitky poznamenaly, stále cítila naději. „Péče o děti nemá nic společného s politikou. Myslím, že časem možná místo politizace humanitární pomoci dojde k humanizaci politiky.“

### Uznání
Prezident Spojených států George Bush st. udělil Hepburnové za její práci pro UNICEF Prezidentskou medaili svobody a Akademie filmového umění a věd jí posmrtně udělila Humanitární cenu Jeana Hersholta za její přínos lidstvu.
V roce 2002 na zvláštním zasedání OSN věnovaném dětem uctil UNICEF odkaz Hepburnové v oblasti humanitární činnosti odhalením sochy „Duch Audrey“ v newyorském sídle UNICEF. Její zásluhy o děti jsou oceňovány také prostřednictvím Společnosti Audrey Hepburnové při Fondu Spojených států pro UNICEF.

## Osobní život

### Manželství, vztahy a děti

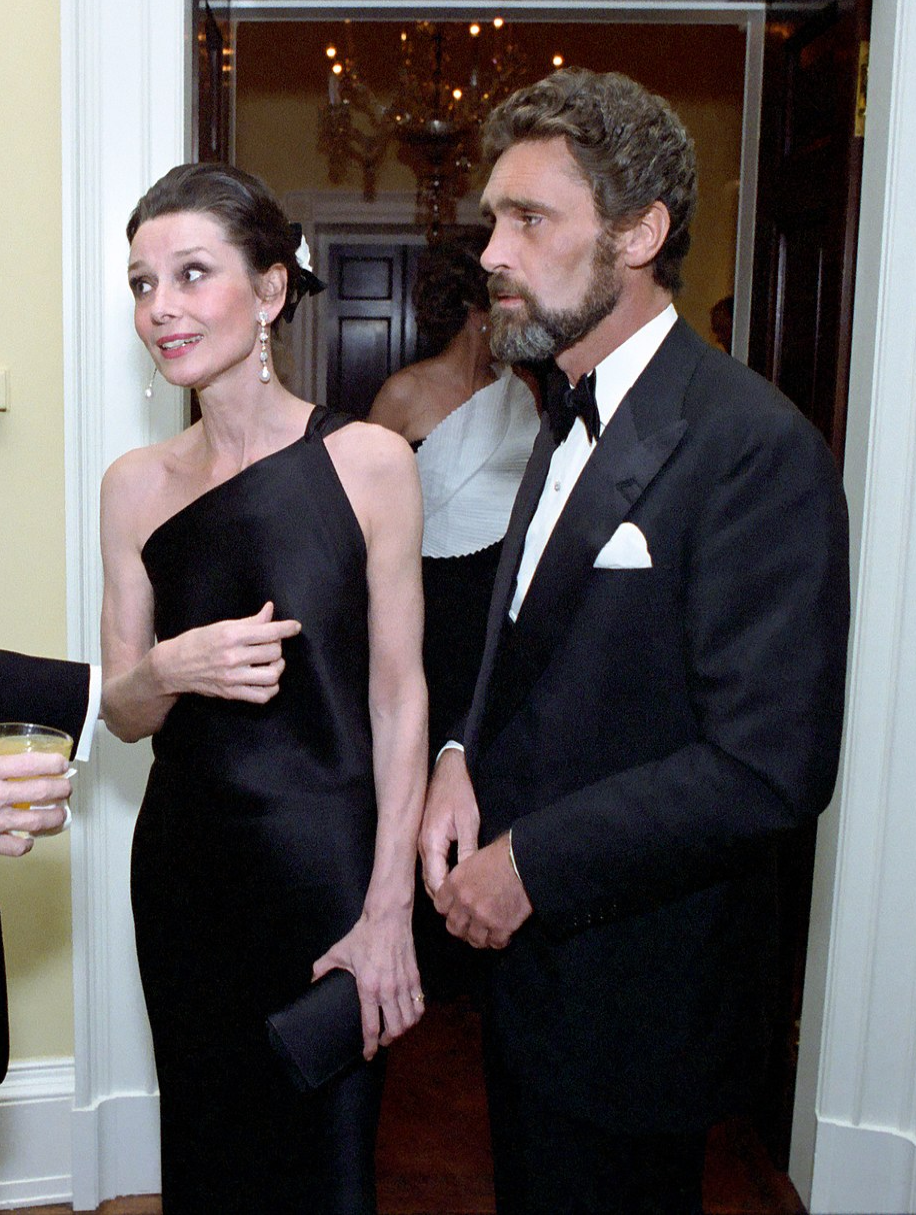
Hepburnová s partnerem Robertem Woldersem v Bílém domě, 1981

V roce 1952 se Hepburnová zasnoubila s průmyslníkem Jamesem Hansonem, se kterým se znala od svých začátků v Londýně. Nazvala to „láskou na první pohled“, ale poté, co si nechala upravit svatební šaty a stanovit datum svatby, si uvědomila, že manželství nebude fungovat, protože požadavky spojené s jejich kariérou by je většinu času držely od sebe. Ke svému rozhodnutí vydala veřejné prohlášení: „Až se budu vdávat, chci být opravdu vdaná“. Na počátku 50. let chodila také s budoucím producentem filmu Vlasy Michaelem Butlerem.
Na koktejlovém večírku pořádaném společným přítelem Gregorym Peckem se Hepburnová seznámila s americkým hercem Melem Ferrerem a navrhla mu, aby spolu hráli v divadelní hře. Toto setkání je přivedlo ke spolupráci na filmu Ondine, během níž navázali vztah. O osm měsíců později, 25. září 1954, se vzali ve švýcarském Bürgenstocku, když se připravovali na společné účinkování ve filmu Vojna a mír (1955). S Ferrerem měla syna Seana Hepburna Ferrera.

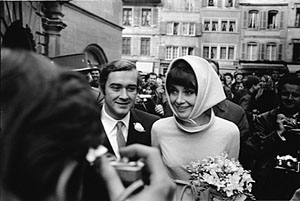
Hepburnová a její druhý manžel Andrea Dotti na svatbě v roce 1969

Navzdory domněnkám bulvárních novin, že jejich manželství nevydrží, Hepburnová tvrdila, že jsou s Ferrerem nerozluční a šťastní, i když přiznávala, že má sklony ke vznětlivosti. O Ferrerovi se říkalo, že je příliš panovačný, a ostatní ho označovali za jejího „Svengaliho“ – tomuto obvinění se Hepburnová vysmála. William Holden se nechal slyšet: „Myslím, že Audrey dovolí Melovi, aby si myslel, že ji ovlivňuje“. Po čtrnáctiletém manželství se manželé v roce 1968 rozvedli.
Se svým druhým manželem, italským psychiatrem Andreou Dottim, se Hepburnová seznámila v červnu 1968 na plavbě s přáteli po Středozemním moři. Věřila, že bude mít další děti a možná přestane pracovat. Vzali se 18. ledna 1969 a 8. února 1970 se jim narodil syn Luca Andrea Dotti. Během těhotenství s Lucou v roce 1969 byla Hepburnová opatrnější a několik měsíců odpočívala, než dítě porodila císařským řezem. Dotti i Hepburnová si byli navzájem nevěrní, Dotti měl poměr s mladšími ženami a Hepburnová měla během natáčení filmu Pokrevní příbuzní (1979) milostný vztah s hercem Benem Gazzarou. Manželství Dottiho a Hepburnové trvalo třináct let a skončilo rozvodem v roce 1982.
Od roku 1980 až do své smrti měla Hepburnová vztah s nizozemským hercem Robertem Woldersem, vdovcem po herečce Merle Oberonové. S Woldersem se seznámila prostřednictvím svého přítele na sklonku svého druhého manželství. V roce 1989 označila devět let, které s ním strávila, za nejšťastnější roky svého života a uvedla, že je považuje za neoficiální manželství.

### Nemoc a úmrtí

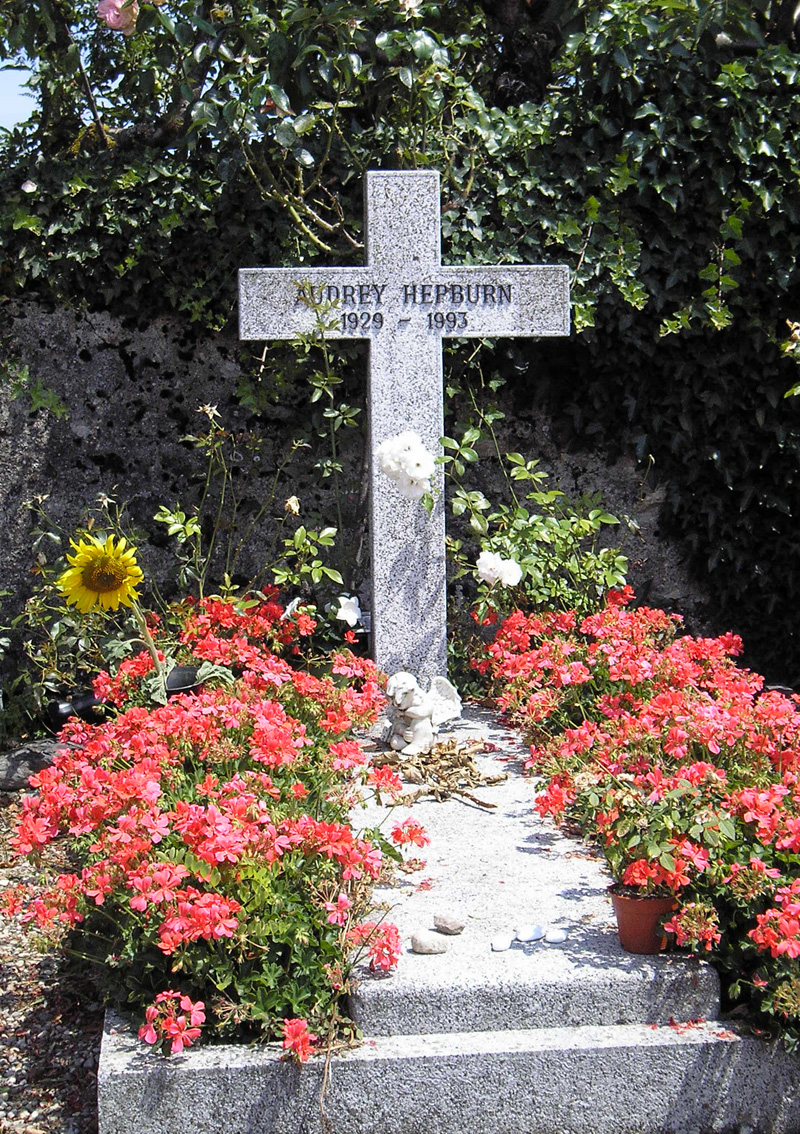
Hrob Audrey Hepburnové v Tolochenazu, Švýcarsko

Po návratu ze Somálska do Švýcarska koncem září 1992 začala Hepburnová trpět bolestmi břicha. První lékařská vyšetření ve Švýcarsku neměla jednoznačné výsledky, ale laparoskopie provedená začátkem listopadu v Cedars-Sinai Medical Center v Los Angeles odhalila vzácnou formu rakoviny břicha patřící do skupiny nádorů známých jako pseudomyxoma peritonei. Po několika letech pomalého růstu se rakovina metastazovala jako tenký povlak na tenkém střevě. Po operaci Hepburnová zahájila chemoterapii.
Hepburnová se s rodinou vrátila domů do Švýcarska, kde oslavila své poslední Vánoce. Protože se stále zotavovala z operace, nemohla létat komerčními lety. Její dlouholetý přítel, módní návrhář Hubert de Givenchy, zařídil, aby známá společenská celebrita Rachel Lambert „Bunny“ Mellonová poslala svůj soukromý tryskáč Gulfstream plný květin, který Hepburnovou dopravil z Los Angeles do Ženevy. Poslední dny strávila v hospicové péči ve svém domě v Tolochenazu v kantonu Vaud a občas se cítila natolik dobře, že se mohla procházet po zahradě, ale postupně se stále více času trávila na lůžku.
Večer 20. ledna 1993 Hepburnová zemřela doma ve spánku. Po její smrti natočil Gregory Peck vzpomínkovou nahrávku, v níž recitoval báseň Nekonečná láska od Rabíndranátha Thákura. Pohřeb se konal 24. ledna 1993 ve vesnickém kostele v Tolochenazu. Vedl jej Maurice Eindiguer, stejný pastor, který Hepburnovou oddával s Melem Ferrerem a v roce 1960 pokřtil jejího syna Seana. Smuteční řeč pronesl princ Sadruddín Aga Chán z UNICEFu. Pohřbu se zúčastnilo mnoho členů rodiny a přátel, včetně jejich synů, partnera Roberta Wolderse, nevlastního bratra Iana Quarlese van Ufforda, bývalých manželů Andrey Dottiho a Mela Ferrera, Huberta de Givenchyho, vedení UNICEF a hereckých kolegů Alaina Delona a Rogera Moora. Květinovou výzdobu na pohřeb poslali Gregory Peck, Elizabeth Taylorová a nizozemská královská rodina. Později téhož dne ji pochovali na hřbitově v Tolochenazu.

## Odkaz

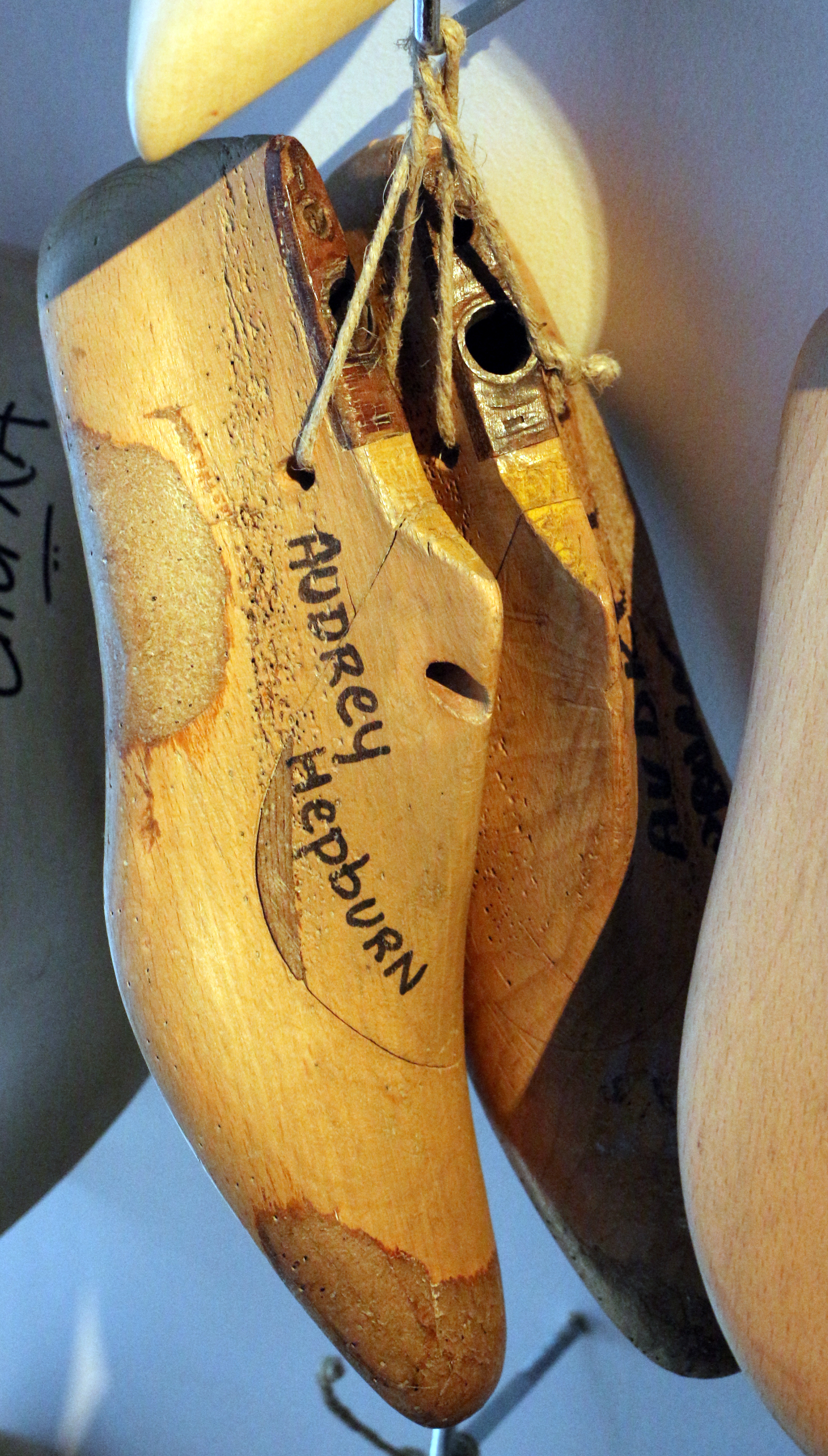
Dřevěná ševcovská kopyta vymodelovaná na míru dle nohou Hepburnové v Muzeu Salvatore Ferragamo

Odkaz Audrey Hepburnové přetrval i dlouho po její smrti. Americký filmový institut zařadil Hepburnovou na třetí místo mezi největší ženské hvězdy všech dob. Je jednou z mála světových hereček, které získaly ceny Akademie, Emmy, Grammy a Tony. Získala rekordní tři ceny BAFTA pro nejlepší britskou herečku v hlavní roli. V posledních letech svého života zůstala viditelnou osobností filmového světa. V roce 1991 obdržela poctu od Filmové společnosti Lincolnova centra a byla častou moderátorkou předávání Oscarů. V roce 1992 obdržela cenu BAFTA za celoživotní dílo.
Byla držitelkou mnoha posmrtných ocenění včetně Humanitární ceny Jeana Hersholta z roku 1993 a soutěžních cen Grammy a Emmy. V lednu 2009 byla Hepburnová zařazena na seznam deseti nejlepších britských hereček všech dob, který sestavil deník The Times. V roce 2010 se však Emma Thompsonová vyjádřila, že „Hepburnová neuměla zpívat a neuměla ani pořádně hrát“; někteří lidé s ní souhlasili, jiní ne. Syn Hepburnové Sean později řekl: „Moje matka by jako první řekla, že není nejlepší herečkou na světě. Ale byla to filmová hvězda.“
Od její smrti se o ní natočilo mnoho životopisných filmů, včetně dramatizace jejího života z roku 2000 s názvem Příběh Audrey Hepburnové, v níž se v rolích starší a mladší Hepburnové představily Jennifer Love Hewittová a Emmy Rossumová. Její syn a vnučka, Sean a Emma Ferrerovi, se podíleli na vzniku životopisného dokumentu režisérky Heleny Coan s názvem Audrey (2020). Film se po uvedení do kin setkal s kladným přijetím.
Podobizna Hepburnové je hojně využívána v reklamních kampaních po celém světě. V Japonsku byly v sérii reklamních spotů použity kolorované a digitálně vylepšené klipy Hepburnové z filmu Prázdniny v Římě k propagaci černého čaje Kirin. Ve Spojených státech se Hepburnová objevila v reklamě společnosti Gap z roku 2006, v níž byly použity taneční klipy z filmu Usměvavá tvář na písničku Back in Black od AC/DC se sloganem „It's Back – The Skinny Black Pant“. U příležitosti své kampaně „Keep it Simple“ věnovala společnost Gap značný finanční dar Dětskému fondu Audrey Hepburnové.

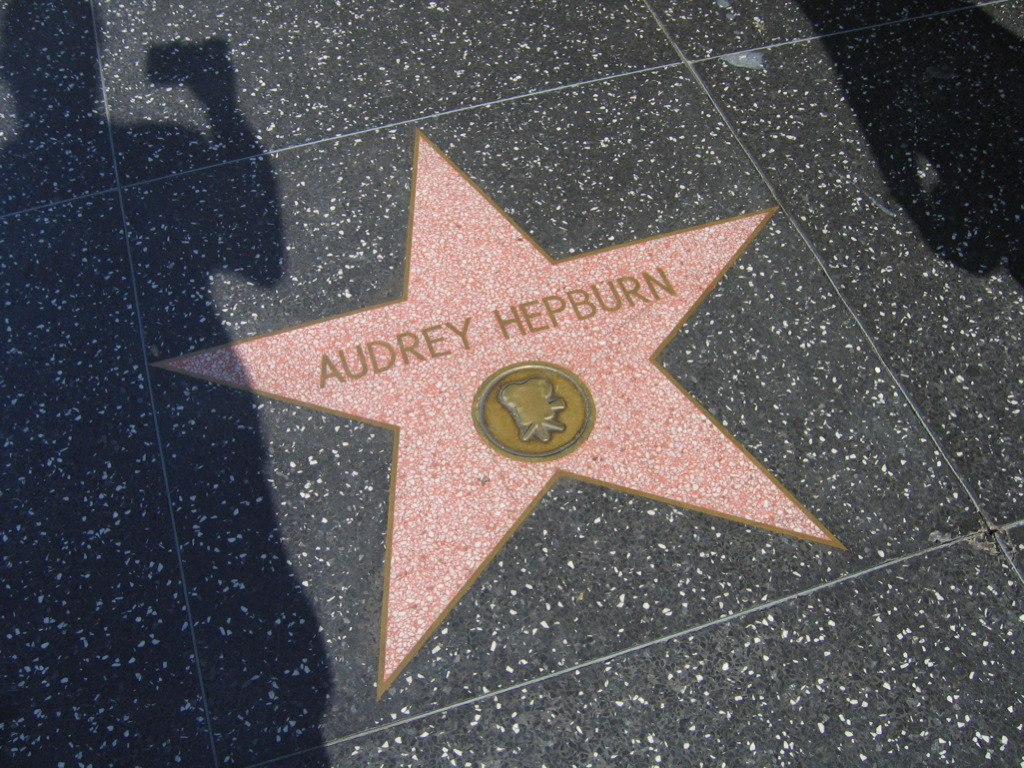
Hvězda Audrey Hepburnové na Hollywoodském chodníku slávy

V roce 2012 byla Hepburnová mezi britskými kulturními ikonami, které si vybral výtvarník Sir Peter Blake, aby se objevily na nové verzi jeho nejznámějšího uměleckého díla – obalu alba Sgt. Pepper's Lonely Hearts Club Band od The Beatles – na oslavu britských kulturních osobností svého života, které nejvíce obdivuje. V roce 2013 bylo počítačem vytvořené zobrazení Hepburnové použito v televizní reklamě na britskou čokoládovou tyčinku Galaxy. Dne 4. května 2014, v den Hepburnových 85. narozenin, se na domovské stránce společnosti Google objevil tzv. Google Doodle
Sean Ferrer založil na památku své matky krátce po její smrti Dětský fond Audrey Hepburnové. Americký fond pro UNICEF založil také Společnost Audrey Hepburnové: předsedá jí Luca Dotti, oslavuje největší dárce UNICEF a do roku 2015 vybrala téměř 100 000 000 USD. Dotti se stal také patronem charitativní organizace Pseudomyxoma Survivor, která se věnuje poskytování podpory pacientům se vzácným nádorovým onemocněním, jímž Hepburnová trpěla, pseudomyxomem peritonei. Od roku 2014 a pro rok 2015 byl ambasadorem vzácných onemocnění jménem Evropské organizace pro vzácná onemocnění.
Syn Hepburnové Sean uvedl, že byl vychován na venkově jako normální dítě, nikoli v Hollywoodu a bez hollywoodského smýšlení, kvůli němuž filmové hvězdy a jejich rodiny ztrácejí kontakt s realitou. V domě nebyla žádná promítací místnost. Řekl, že jeho matka se nebrala vážně a říkávala: „Beru vážně to, co dělám, ale neberu vážně sebe“.

## Módní ikona

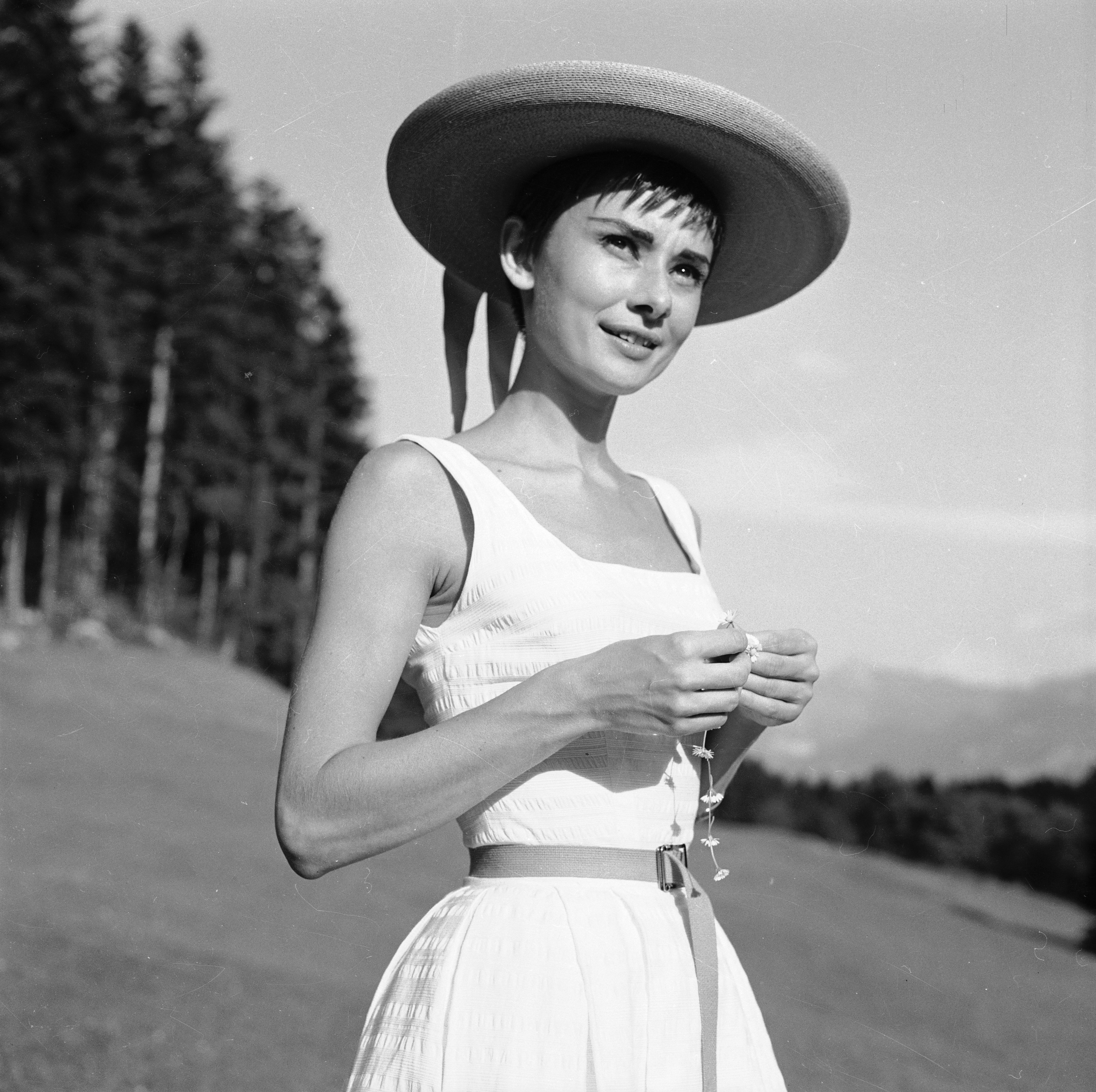
Audrey Hepburnová v roce 1954

Hepburnová byla natolik známá svými módními kreacemi a osobitým stylem, že ji novinář Mark Tungate označil za „rozpoznatelnou značku“. Když se poprvé proslavila ve filmu Prázdniny v Římě (1953), byla vnímána jako alternativní ženský ideál, přitažlivý spíše pro ženy než muže, ve srovnání s křivkami a sexualitou Grace Kellyové či Elizabeth Taylorové. Se svým krátkým účesem, hustým obočím, štíhlou postavou a „gamine“ zjevem utvářela styl, který mladé ženy napodobovaly snáze než vzhled „sexuálnějších“ filmových hvězd. V roce 1954 prohlásil módní fotograf Cecil Beaton v časopise Vogue Hepburnovou za „veřejné ztělesnění našeho nového ženského ideálu“ a napsal, že „před druhou světovou válkou nikdo nevypadal jako ona.... Přesto uznáváme správnost tohoto vzhledu ve vztahu k našim historickým potřebám. Důkazem je, že se objevily tisíce napodobenin.“ Časopis a jeho britská verze o jejím stylu často informovaly po celé následující desetiletí. Vedle modelky Twiggy byla Hepburnová uváděna jako jedna z klíčových osobností veřejného života, díky nimž se velmi štíhlá postava stala postavou módní.
Hepburnová, která se v roce 1961 dostala na mezinárodní seznam nejlépe oblékaných osobností, byla spojována s minimalistickým stylem, obvykle nosila jednobarevné oblečení jednoduchých siluet, zdůrazňující její štíhlou postavu, a příležitostně výrazné doplňky. Na konci 50. let 20. století Audrey Hepburnová zpopularizovala jednoduché černé legíny. Akademička Rachel Moseleyová popisuje kombinaci „úzkých černých kalhot, plochých lodiček baletního střihu a jemného černého žerzeje“ jako jeden z jejích charakteristických stylů vedle malých černých šatů, přičemž poznamenává, že tento styl působil novátorsky v době, kdy ženy častěji nosily sukně a vysoké podpatky než kalhoty a ploché boty.

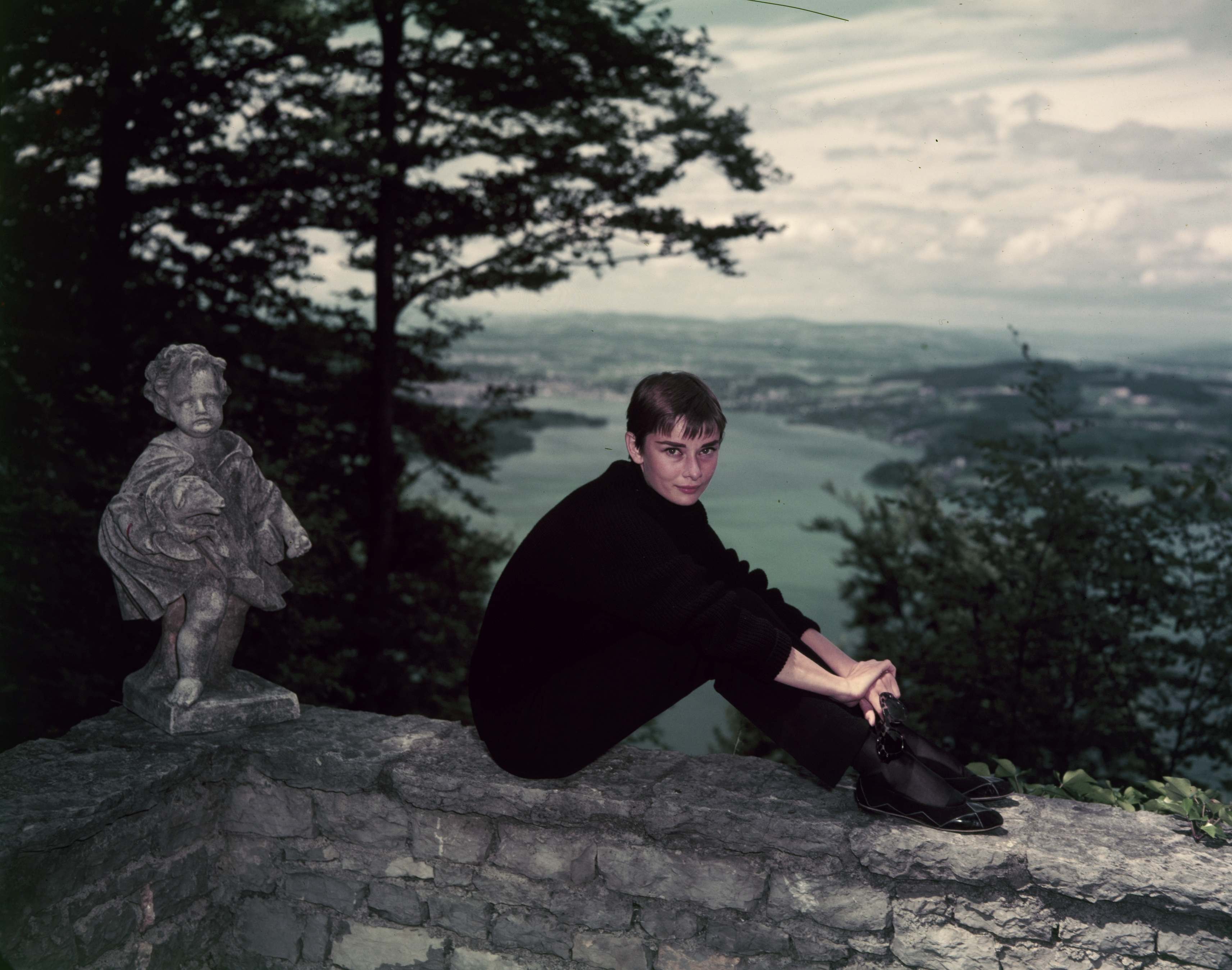
Hepburnová s krátkým účesem a v jednom ze svých typických outfitů: černý rolák, úzké černé kalhoty a baleríny, foto 1956

Hepburnová byla spojována zejména s francouzským módním návrhářem Hubertem de Givenchy, kterého poprvé najali, aby jí navrhl garderobu pro její druhý hollywoodský film Sabrina (1954), když byla jako filmová herečka ještě neznámá a on jako mladý návrhář teprve zakládal svůj módní dům. Ačkoli Givenchyho zpočátku zklamalo, že „slečna Hepburnová“ není Katharine Hepburnová, jak se mylně domníval, navázali spolu celoživotní přátelství. Stala se jeho múzou a ti dva se stali tak úzce spjatí, že badatelka Jayne Sheridan prohlásila, že „bychom se mohli ptát: 'Vytvořila Audrey Hepburnová Givenchyho, nebo to bylo naopak?'“.
Kromě Sabriny navrhoval Givenchy její kostýmy pro filmy Odpolední láska (1957), Snídaně u Tiffanyho (1961), Usměvavá tvář (1957), Šaráda (1963), Paříž, když to hoří (1964) a Jak ukrást Venuši (1966) a oblékal ji i mimo filmové plátno. Podle Moseleyho hraje móda v mnoha filmech Hepburnové neobvykle ústřední roli, přičemž uvádí, že „kostým není vázán na postavu, nefunguje ‚tiše‘ v mise-en-scène, ale jako 'móda' se stává estetickou atrakcí sám o sobě“. Sama Hepburnová prohlásila, že Givenchy „mi dal vzhled, formu, siluetu. Vždycky byl nejlepší a nejlepším zůstal. Protože zachoval volný styl, který miluji. Co je krásnějšího než jednoduchý plášť ušitý neobyčejným způsobem ze zvláštní látky a jen dvě náušnice?“. V roce 1957 se také stala tváří prvního parfému Givenchy L'Interdit. Kromě spolupráce se značkou Givenchy se Hepburnová zasloužila o zvýšení prodeje trenčkotů Burberry, když si jeden z nich oblékla ve filmu Snídaně u Tiffanyho, a byla spojována s italskou značkou obuvi Tod's.
V soukromém životě dávala Hepburnová přednost ležérnímu a pohodlnému oblečení, na rozdíl od haute couture, kterou nosila na plátně a na veřejných akcích. Přestože se dočkala obdivu pro svou krásu, nikdy se nepovažovala za atraktivní a v jednom rozhovoru z roku 1959 uvedla: „Dá se dokonce říct, že jsem se v určitých obdobích nenáviděla. Byla jsem příliš tlustá, nebo možná příliš vysoká, nebo možná prostě příliš ošklivá... dá se říct, že moje definitivnost pramení ze skrytých pocitů nejistoty a méněcennosti. Tyto pocity jsem nedokázala přemoci tím, že jsem se chovala nerozhodně. Zjistila jsem, že jediný způsob, jak je překonat, je osvojit si razantní, soustředěnou dravost“. V roce 1989 prohlásila, že „můj vzhled je dosažitelný ... Ženy mohou vypadat jako Audrey Hepburnová, když si přehodí vlasy, koupí si velké brýle a malé šaty bez rukávů“.
Vliv Hepburnové jako módní ikony přetrvává i několik desetiletí po vrcholu její herecké kariéry v 50. a 60. letech. Moseley poznamenává, že zejména po její smrti v roce 1993 byla stále více obdivována, časopisy často radily čtenářům, jak získat její vzhled, a módní návrháři se jí inspirovali. V roce 2004 byla Hepburnová v anketách společnosti Evian a QVC vyhlášena „nejkrásnější ženou všech dob“, respektive „nejkrásnější ženou 20. století“, a v roce 2015 byla v anketě zadané společností Samsung zvolena „nejstylovější Britkou všech dob“. Její filmové kostýmy vynášejí v aukcích vysoké částky: jedny z „malých černých šatů“ navržených Givenchym pro film Snídaně u Tiffanyho byly v roce 2006 vydraženy v aukční síni Christie's za částku 467 200 liber.

## Úplná filmografie
Poznámka: zkratka BAFTA představuje Britskou televizní a filmovou akademii.
| Rok  | Film                                                                       | Role                                              | Poznámky |
| ---- | -------------------------------------------------------------------------- | ------------------------------------------------- | --- |
| 1948 | Nederlands in 7 lessen (anglicky Dutch in Seven Lessons)                   | Letuška KLM                                       | Dokumentární film |
| 1951 | One Wild Oat                                                               | hotelová recepční                                 | |
| 1951 | Laughter in Paradise                                                       | Děvče prodávající cigarety                        | |
| 1951 | Young Wives' Tale                                                          | Eve Lesterová                                     | |
| 1951 | The Lavender Hill Mob                                                      | Chiquita                                          | |
| 1952 | The Secret People                                                          | Nora Brentano                                     | |
| 1952 | Monte Carlo Baby                                                           | Linda Farrellová                                  | Šťastnou náhodou si francouzská spisovatelka Colette během natáčení tohoto filmu Audrey vybrala pro roli ve své hře Gigi na Broadwayi                                                                          |
| 1952 | Nous irons à Monte Carlo (anglická verze filmu: We Will Go to Monte Carlo) | Melissa Walter                                    | Francouzská verze Monte Carlo Baby |
| 1953 | Prázdniny v Římě (Roman Holiday)                                           | Princezna Anna                                    | Cena Americké filmové akademie Oscar: Nejlepší herečka BAFTA vítězka: Nejlepší herečka Zlatý glóbus : Nejlepší dramatická herečka Hlavní mužskou roli ztvárnil Gregory Peck Český dabing: Miroslava Pleštilová |
| 1954 | Sabrina                                                                    | Sabrina Fairchildová                              | Nominace na Oscara: nejlepší herečka BAFTA nominace: nejlepší herečka Hlavní mužské role hrají William Holden a Humphrey Bogart                                                                                |
| 1956 | Vojna a mír (War and Peace)                                                | Hraběnka Nataša Rostovová                         | Nominace na Zlatý glóbus: nejlepší dramatická herečka BAFTA nominace: nejlepší herečka Ve filmu hraje společně s manželem Melem Fererem                                                                        |
| 1957 | Usměvavá tvář (Funny Face)                                                 | Jo Stocktonová                                    | Ve filmu hraje, tančí a zpívá s Fredem Astairem |
| 1957 | Odpolední láska (Love in the Afternoon)                                    | Ariane Chavasseová                                | Nominace na Zlatý glóbus: nejlepší muzikálová nebo komediální herečka |
| 1959 | Zelené království (Green Mansions)                                         | Rima                                              | Režii filmu měl 1. manžel Mel Ferrer |
| 1959 | Příběh jeptišky                                                            | Sestra Luke (Sister Luke – Gabrielle van der Mal) | Nominace na Oscara: nejlepší herečka BAFTA vítězka: Nejlepší herečka Nominace na Zlatý glóbus: Nejlepší dramatická herečka                                                                                     |
| 1960 | Co se nepromíjí / Nezničitelní (The Unforgiven)                            | Rachel Zacharyová                                 | Během natáčení filmu spadla z koně a poranila si páteř |
| 1961 | Snídaně u Tiffanyho (Breakfast at Tiffany's)                               | Holly Golightlyová                                | Nominace na Oscara: Nejlepší herečka Film byl oceněn Oscarem za nejlepší filmovou píseň „Moon River“ Známou píseň „Moon River“ zpívala sama pouze s kytarou                                                    |
| 1961 | Dětská hodinka                                                             | Karen Wrightová                                   | |
| 1963 | Šaráda (Charade)                                                           | Regina Lampert                                    | Nominace na Zlatý glóbus: nejlepší muzikálová nebo komediální herečka BAFTA vítězka: nejlepší herečka |
| 1964 | Paříž, když to hoří                                                        | Gabrielle Simpsonová                              | dvojrole s Wiliamem Holdenem |
| 1964 | My Fair Lady                                                               | Eliza Doolittlová                                 | Nominace na Zlatý glóbus: nejlepší muzikálová nebo komediální herečka |
| 1966 | Jak ukrást Venuši (How to Steal a Million)                                 | Nicole Bonnetová                                  | Hlavní mužskou roli zde ztvárnil Peter O'Toole |
| 1967 | Dva na cestě (Two for the Road)                                            | Joanna Wallaceová                                 | Nominace na Zlatý glóbus: nejlepší muzikálová nebo komediální herečka |
| 1967 | Čekej do tmy (Wait Until Dark)                                             | Susy Hendrixová                                   | Nominace na Oscara: Nejlepší herečka Nominace na Zlatý glóbus: nejlepší dramatická herečka |
| 1976 | Robin a Mariana                                                            | Paní Mariana                                      | Hlavní roli Robina Hooda hraje Sean Connery |
| 1979 | Příbuzní (Bloodline)                                                       | Elizabeth Roffeová                                | |
| 1981 | A všichni se smáli (They All Laughed)                                      | Angela Niotesová                                  | |
| 1989 | Navždy (Always)                                                            | Hap                                               | Režie Steven Spielberg |